# Sławija Kijów
Sławija Kijów (ukr. «Славія» Київ) – ukraiński klub piłkarski z siedzibą w stolicy kraju, mieście Kijów, działający w latach 1911–1914.

## Historia
Chronologia nazw:
- 1911: Sławija Kijów (ukr. «Славія» Київ, ros. «Славия» Киев)
- 1914: klub rozwiązano – po fuzji ze Sportem Kijów

Piłkarska drużyna Sławija została założona w Kijowie w 1911 roku i została jednym z założycieli Kijowskiej Ligi Piłki Nożnej. W 1912 zespół zajął trzecie miejsce w mistrzostwach Kijowa. 30 sierpnia 1913 odbył się mecz o pierwsze miejsce Olimpiady Rosyjskiej pomiędzy Politechnikami a Sławią. Podstawowy czas zakończył się remisem 1:1, ale Sławia odmówiła dalszej walki, a zwycięstwo przypisano Politechnikom. 
W październiku 1914 roku klub połączył się ze Sportem Kijów tworząc klub "Sportsławia". Po fuzji klub przestał istnieć.

## Sukcesy
- brązowy medalista mistrzostw Kijowa (1): 1912.